# Ú
Az Ú a latin ábécé egyik betűje. Többek között a cseh, magyar, szlovák, spanyol, katalán, kazah, izlandi, feröeri,  ír, holland és portugál nyelvek használják.
A magyar ábécé 36. betűje.